# Contrainte pénale
Ne doit pas être confondu avec Contrainte judiciaire.
La contrainte pénale était une peine du droit français instaurée par la loi relative à l'individualisation des peines et renforçant l'efficacité des sanctions pénales de 2014. Depuis la loi du 23 mars 2019 de programmation 2018-2022 et de réforme pour la Justice, entrée en vigueur le 24 mars 2020 dans son bloc peine, la contrainte pénale est abrogée. Pour les peines de contrainte pénale en cours d'exécution, son régime perdure jusqu'à totale exécution.
Elle consistait en « l'obligation de se soumettre, sous le contrôle du juge de l'application des peines, pendant une durée comprise entre six mois et cinq ans, à des mesures de contrôle et d'assistance ainsi qu'à des obligations et interdictions particulières destinées à prévenir la récidive en favorisant son insertion ou sa réinsertion au sein de la société. »

## Historique

### Objectifs visés en 2014
La contrainte pénale vise à se substituer aux sursis avec mise à l’épreuve requérant un suivi intensif, et dans certains cas, aux courtes peines d’emprisonnement. Elle élargit l’éventail des peines à disposition du juge. À terme, l’objectif consiste à « réserver » le sursis avec mise à l’épreuve aux justiciables n’ayant pas de difficultés particulières et devant respecter des obligations objectives, telles par exemple le paiement de la pension alimentaire ou l’indemnisation des victimes[réf. nécessaire].
Le Conseil de l’Europe recommande l’usage de la probation, qu’il définit comme : « l’exécution en milieu ouvert de sanctions et mesures définies par la loi et prononcées à l’encontre d’un auteur d’infraction. Elle consiste en toute une série d’activités et d’interventions, qui impliquent suivi, conseil et assistance dans le but de réintégrer socialement l’auteur d’infraction dans la société et de contribuer à la sécurité collective »

### Débats
La loi est louée par certains juristes qui mettent en avant une nouvelle marge de manœuvre pour les magistrats disposant d'un nouvel échelon de peines.
Pour l'ancien magistrat Philippe Bilger, cette nouvelle peine « n’emportera aucun effet positif ni pour désengorger les prisons ni pour lutter contre la récidive ».
Martine Herzog-Evans, professeur de droit de l’exécution des peines et de criminologie, doute de l'utilité de la nouvelle peine et ne prévoit pas à long terme une baisse de la réclusion précisant que « les gens que l’on envoie en prison aujourd’hui sont les multirécidivistes... Pour les autres, on évite déjà massivement en France l’incarcération. » Elle déplore également « le manque de préparation dans l’élaboration de ce texte. En France, on pense pouvoir changer le réel avec des lois. »
Dès le début des débats qui entourent le nouveau projet de loi, des juristes pourtant favorables notent que son succès tient dans sa mise en œuvre concrète. Roseline Letteron, professeur de droit public, souligne ainsi qu'elle repose sur un diagnostic individualisé qui est l’apanage d’une justice « dotée de moyens relativement substantiels ».
Le syndicat Snepap-FSU, syndicat majoritaire parmi les conseillers pénitentiaires d'insertion et de probation, s'inquiète du manque d'effectifs et de la surcharge de travail. La CGT pénitentiaire souligne également le manque de personnel de ces services.

### Chiffres et statistiques en 2016
Au 30 septembre 2016, 2287 contraintes pénales ont été prononcées par les juridictions. La durée la plus fréquemment prononcée est de deux ans (50,4 %) puis trois ans
(19,5 %).
Cette mesure a été prononcée :
- dans 35,3 % des cas pour des infractions relatives au contentieux routier ;
- dans 32,2 % des cas pour des atteintes aux personnes ;
- dans 20 % des cas pour des atteintes aux biens ;
- et dans 7,3 % des cas pour des infractions à la législation sur les stupéfiants.

## Qui peut être concerné par une contrainte pénale ?
La contrainte pénale peut être prononcée à l’égard des personnes ayant commis des délits : vols, dégradations, usage de stupéfiants, conduite en état d’ivresse et délits routiers, violences… Les criminels ne sont pas concernés (auteurs de viols, meurtres, vols à main armée…).
En l'état actuel du projet de loi, la contrainte pénale pourra, dans un premier temps, seulement être prononcée à l’égard des personnes ayant commis des délits passibles de 5 ans de prison, au maximum. Les juges auront ensuite la possibilité de l’appliquer à tous les délits à partir du 1er janvier 2017.

## Effets de la contrainte pénale
Dès le prononcé de la décision de condamnation, la personne condamnée est astreinte, pour toute la durée d'exécution de sa peine, aux mesures de contrôle prévues lors du sursis avec mise à l’épreuve (Répondre aux convocations du juge de l'application des peines ou du travailleur social par exemple).
Les obligations et interdictions particulières auxquelles peut être astreint le condamné sont :
- Les obligations et interdictions prévues en matière de sursis avec mise à l'épreuve (Par exemple, exercer une activité professionnelle, établir sa résidence en un lieu déterminé …)
- L'obligation d'effectuer un travail d'intérêt général ;
- L'injonction de soins, si la personne a été condamnée pour un délit pour lequel le suivi socio-judiciaire est encouru et qu'une expertise médicale a conclu qu'elle était susceptible de faire l'objet d'un traitement[1].

Le Service pénitentiaire d'insertion et de probation évalue la personnalité et la situation matérielle, familiale et sociale de la personne condamnée à la contrainte pénale. À l'issue de cette évaluation, le service adresse au juge de l'application des peines un rapport comportant des propositions relatives au contenu et aux modalités de mise en œuvre des mesures de contrôle et d'assistance, des obligations et des interdictions.
Si le condamné a satisfait aux mesures, obligations et interdictions qui lui étaient imposées pendant au moins un an, que son reclassement paraît acquis et qu'aucun suivi ne paraît plus nécessaire, le juge de l'application des peines peut décider de mettre fin de façon anticipée à la peine de contrainte pénale.
En cas d'inobservation par la personne condamnée des mesures de contrôle et d'assistance, des obligations ou des interdictions qui lui sont imposées, le juge de l'application des peines peut, d'office ou sur réquisitions du procureur de la République modifier ou compléter les obligations ou interdictions auxquelles le condamné est astreint. Le juge de l'application des peines peut également procéder à un rappel des mesures, obligations et interdictions auxquelles est astreinte la personne condamnée.
En cas d’échec, le juge saisit, d'office ou sur réquisitions du procureur de la République, le président du tribunal de grande instance afin que soit mis à exécution contre le condamné tout ou partie de l'emprisonnement fixé par la juridiction. Le président du tribunal, qui statue à la suite d'un débat contradictoire public, fixe la durée de l'emprisonnement à exécuter, laquelle ne peut excéder celle fixée par la juridiction. La durée de cet emprisonnement est déterminée en fonction de la personnalité et de la situation matérielle, familiale et sociale du condamné, de la gravité de l'inobservation des mesures, obligations et interdictions, ainsi que du délai pendant lequel la contrainte pénale a été exécutée et des obligations qui ont déjà été respectées ou accomplies.